# Sarah Constantin
Pour les articles homonymes, voir Constantin.
Sarah Constantin est une militante féministe française née en 1985 aux Lilas.
Membre des Femen depuis 2013 (date de sa première revendication publique à Notre-Dame de Paris). Elle défend les droits des femmes à travers les médias via la presse et les actions Femen. C'est une gonzo journaliste française ; elle est aussi connue comme journaliste de L'Autre JT (France 4).

## Biographie

### Carrière

#### Journalisme

##### Télévision
Sarah Constantin est gonzo journaliste à l'émission L'Autre JT, dès son lancement, en 2014. Émission hebdomadaire de journalisme engagée et volontairement subjective, Sarah Constantin y réalise des reportages en immersion, principalement sur la dénonciation des manquements aux droits des femmes. Cette journaliste signe, notamment, les sujets : « IVG : le combat continue », « L'arnaque rose, l'enquête de Sarah Constantin » qui explore et interroge les différences de prix constatées entre des produits de consommation dits genrés. L'un de ses derniers sujets « La pilule ne passe pas » relate la difficulté d'accès pour les femmes mineures à la pilule du lendemain en France. Contraceptif d'urgence qui se révèle difficilement accessible en contradiction avec le texte de loi qui oblige les professionnels de santé à fournir ce contraceptif d'urgence gratuitement et anonymement (sans demande de justificatifs d'identité) pour les femmes mineures en France.
Plus récemment en 2016, elle intègre l'équipe de l'Émission d'Antoine sur Canal + animée par Antoine De Caunes. Par ce biais et sa rubrique « Comme un garçon » elle interroge les inégalités hommes-femmes notamment via son dernier reportage où elle court topless à Paris. Le reportage évoque la différenciation des réactions et traitements envers une poitrine nue d'homme et de femme dans un même espace public. La journaliste dans le reportage et en plateau déplore ces inégalités de traitements où la poitrine nue d'homme est tolérée contrairement à celle de la femme vivement remarquée et critiquée. « Vive le téton libre » scande-t-elle fièrement sein nu à la terrasse d'un café qui rappelle directement « Free the Nipple » (« Libérons le téton»). Elle conclut et interroge Antoine de Caunes et Alexandre Astier (invité de l'émission) sur le paradoxe de l'interdiction du téton féminin sur les réseaux sociaux, où le torse nu d'homme est autorisé alors que le téton féminin est prohibé et peut entraîner la fermeture de compte. 

##### Presse
Conjointement, Sarah Constantin est journaliste pour Grazia et y publie notamment L'humeur de Sarah dans la rubrique « Grazia opinion ». Elle signe entre autres Comment je me suis réconciliée… avec le clitoris, en 2016. Elle collabore aussi à la ligne éditoriale musicale du magazine et écrit « Concert : D'Angelo, le prince de la soul, est ressuscité » (2015) ou « La pop féministe d'U.S Girls » (2015).
Elle a aussi travaillé pour GQ, Les Inrocks et Charlie Hebdo. 

##### Musique et mode
Dès 2007, elle rejoint les équipes journalistiques de Trax, le hors-série de Technikart, comme chroniqueuse. La journaliste y décrypte les tendances musicales dans ce mensuel spécialisé de musique électronique.
En 2009, elle collabore à Vogue et agrémente la rubrique « Mode news et culture agenda ». Sarah Constantin écrit par exemple « Air Love 2 nouvel album » (2009) ou « Scorsese pour Chanel » (2010) pour ce magazine de mode.
Elle intègre ensuite la radio musicale Le Mouv en 2011.
La même année, elle élargit sa carrière et devient chanteuse du groupe Collatéral. Le groupe parisien sort le titre CTRL 3, décrit par GQ comme « électro pop sombre et tendue ».
Le 8 mars 2016, elle fonde le collectif C.L.I.T, avec Elvire Duvelle-Charles. Les deux Femen postent, sur Youtube, le titre C.L.I.T - Saint-Valentin, illustré par un clip parodique, en réaction à la relaxe judiciaire du rappeur Orelsan, le 18 février 2016, par la Cour d'appel de Versailles, alors poursuivi par cinq associations féministes pour dénoncer ses propos jugés sexistes, la misogynie et la violence faite aux femmes dans ce titre et dans le milieu du rap, plus largement, à travers Booba ou Kaaris.
Autre aspect du projet : révéler l'inégalité de traitement entre homme et femme sur le web,. La vidéo est censurée dès le lendemain par le réseau social pour le motif de « contenu sexuellement explicite ». Youtube la remet en ligne le 10 mars 2016 mais à accès restreint aux plus de 18 ans,. La vidéo est aussi accessible sur Vimeo et YouPorn,.

#### Bande dessinée
En 2014, Sarah Constantin scénarise la bande dessinée Stouf le skin, publiée dans Charlie Hebdo. Cette bande dessinée a pour objectif de dénoncer le fascisme.
La même année, elle scénarise Toutes les filles se transforment en Gremlins après-minuit, bande dessinée anticonformiste, éditée par Delcourt G. Productions, en septembre 2014.

#### Collaborations
Du 21 novembre 2013 au 4 mai 2014, elle s'illustre littéralement au musée de l'érotisme de Paris, dans l'exposition Kinkiness. Des bibles liturgiques d'étude sont détournées de leur utilisation première, devenant un support pour Luz qui la représente dénudée, dans des poses suggestives. « On a cosigné le projet. C’était important que le modèle ne soit pas juste une inconnue. On voulait qu’il existe, pour une fois », explique-t-elle sur son statut de modèle de l'exposition. 
Le 4 février 2014, accompagnée de Luz et Charb (qui réalise un dessin pour l'occasion), elle participe à la dédicace du livre Marine dégage, soutien au maire communiste sortant de Dieppe, Sébastien Jumel, et contre le Front national.

### Femen
Les Femen naissent en Ukraine en 2008 et se caractérisent par l'interruption d'évènements et happenings de groupe où le corps des femmes activistes est placé au centre de l'action et du message. L'utilisation de l'image et des médias fait aussi partie intégrante de leur communication ; où elles se servent de l'image et de la provocation délibérée pour marquer les esprits et faire avancer leurs combats. L'engagement et actions des Femen portent et se concentrent sur la défense des droits des femmes. Inna Shevchenko est une des figures connues de l'organisation ; Éloïse Bouton quant à elle a fait partie et a écrit un ouvrage sur sa participation à l'action,.

#### Action à Notre-Dame de Paris
Sa première action Femen a lieu le 12 février 2013, durant l'action du groupe à la Notre-Dame de Paris, en réaction au renoncement du pape Benoît XVI ; elles frappent les cloches (exposées à l'occasion des 850 ans de la cathédrale) et scandent le slogan « Pope no more ». Les activistes sont rapidement interceptées par un service d'ordre privé ; cette intervention génère de vives réactions négatives dans les médias et dans la classe politique.

#### Action au Sénat
En 2013, accompagnée d'autres Femen, elle interrompt une séance du Sénat, criant « Êtes-vous macs ou sénateurs ? »

#### Action à Orly
Le 27 juin 2013, elle est présente à Orly pour la libération et le retour en France de trois Femen retenues à Tunis. « On les a accueillies, on les a prises dans nos bras. Elles ont l'air fatiguées, mais elles sont là, c'est l'essentiel ! », dit-elle à propos des retrouvailles. Sarah insiste auprès des journalistes présents à l'aéroport sur la continuité de leur combat tant que Amina Sboui, poursuivie pour profanation de sépulture et atteinte aux bonnes mœurs en Tunisie, après avoir écrit Femen sur le muret d'un cimetière tunisien, ne sera pas libérée elle aussi,,. « On a gagné une partie du combat, mais tant qu'Amina [Amina Sbouï, emprisonnée depuis la mi-mai] ne sera pas sortie de prison on continuera à se battre », répond-elle lors d'une interview sur place par un journaliste.

#### Action à l'Opéra

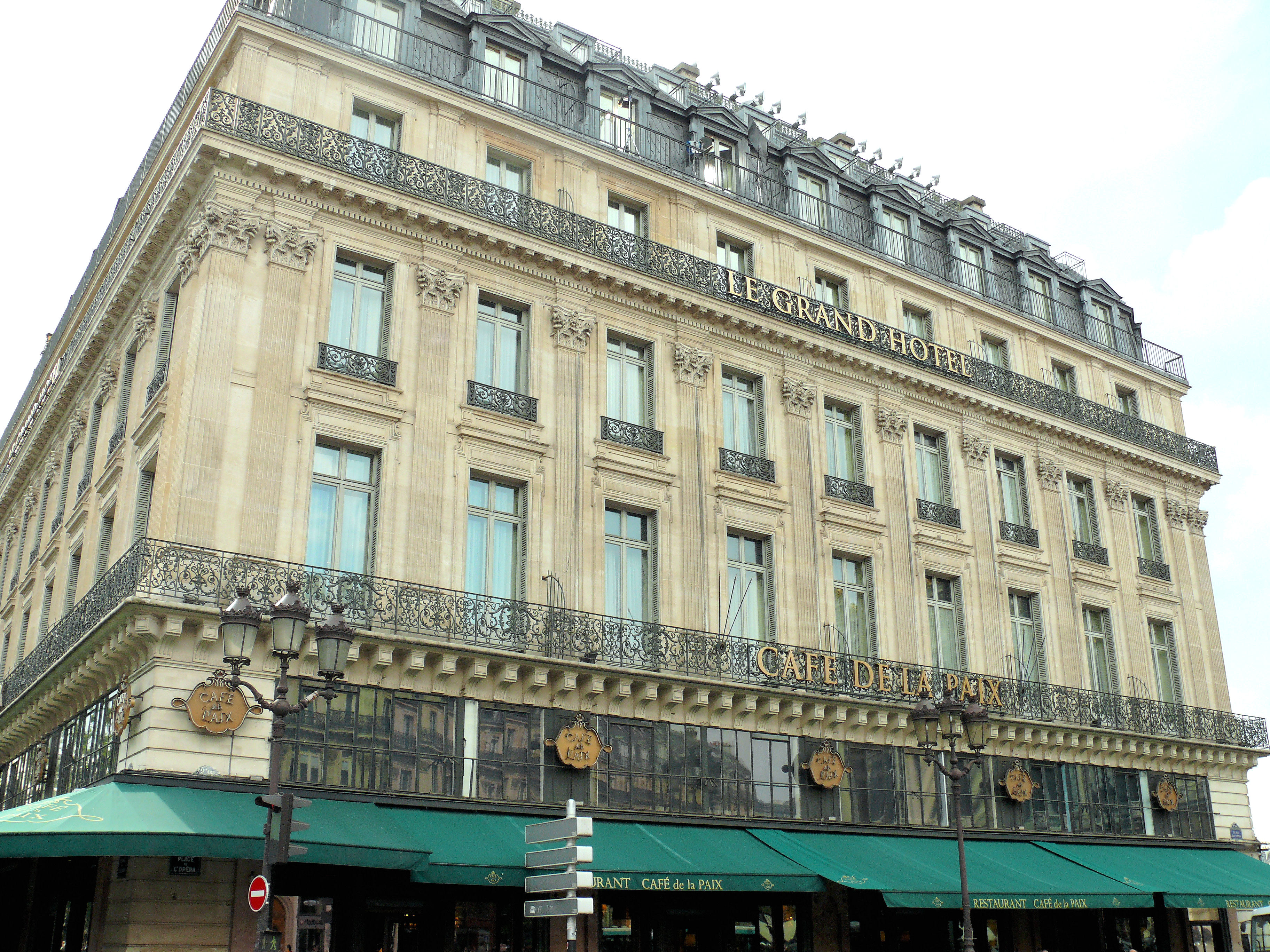
L'InterContinental.

Le 1er mai 2015, place de l'Opéra, à Paris, elle est l'une des trois Femen qui interrompent un rassemblement du Front national lors du discours de Marine Le Pen,,. Seins nus, arborant « Heil Le Pen » en majuscules noires, coiffées de perruques blondes, elles surgissent sur un des balcons de l'hôtel InterContinental (surplombant la foule). Elles déploient des banderoles, activent une alarme et effectuent toutes trois le salut hitlérien,.

Cette action leur vaut une accusation d'exhibition sexuelle. Sarah Constantin, en tant que porte-parole non-unique des Femen France répond à ces accusations à Ruth Elkrief, sur BFM TV. Elle y dénonce l'ultra-sexualisation du corps féminin — « Nos corps ne sont pas des organes sexuels » —, en réponse aux accusations d'exhibition sexuelle reprochée au Femen et, à contrario, insiste sur le corps de la femme, militant, politisé et support d'idées. 

« Être seins nus, c’est se réapproprier son corps, un corps qui est sexualisé en permanence. On montre un corps de femme guerrier, conquérant, politique,,. »

Elle dénonce leur évacuation violente et injustifiée par le service d'ordre du Front national. Elle rappelle que l'action menée par son groupe le 1er mai était non-violente et représentait, avant tout, un symbole,,. Elle explique que l'action Femen était totalement légale car la chambre d'hôtel dotée du balcon était louée légalement. Les Femen portent plainte contre X pour violences, violation de domicile et arrestation arbitraire,. « Ce 1er mai ne sera pas celui de Marine Le Pen, ni du Front national », dit-elle à propos de son action groupée du 1er mai 2015 contre le Front national.

#### Livre-manifeste
Le 23 mars 2015, Sarah Constantin est à la présentation du livre-manifeste des Femen.

### Politique et féminisme
Féministe activiste et membre des Femen depuis 2013, elle se revendique apolitique : 

« Femen est apolitique et je souhaite qu’on le reste. Nous sommes là pour pointer les problèmes du doigt, les remettre dans le débat public. Si des lois, des mentalités changent grâce à nous, tant mieux. Quand on fait de la politique, on accepte la diplomatie, le renoncement, et ça, je ne veux pas. »

## Publication
- Sarah Constantin, « Comment je me suis réconciliée… avec le clitoris », Grazia,‎ 22 mars 2016 (lire en ligne)